# Sarra (Nablus)
Sarra (àrab: صره, Ṣarra) és un vila palestina de la governació de Nablus, a Cisjordània, al nord de la vall del Jordà, 5 kilòmetres al sud-oest de Nablus. Segons l'Oficina Central Palestina d'Estadístiques tenia 2.892 habitants en 2006.
Segons el cens de Palestina de 1931, ordenat per les autoritats del Mandat Britànic de Palestina, Sarra tenia 106 cases ocupades i una població de 382 musulmans.